# Episodi di Appunti di un giovane medico (prima stagione)
La prima stagione della serie televisiva Appunti di un giovane medico, composta da quattro episodi, è andata in onda nel Regno Unito sul canale Sky Arts dal 6 dicembre 2012 al 27 dicembre 2012.
In Italia è stata trasmessa da TIMvision dall'8 maggio 2013 al 22 maggio 2013.
| n. | Titolo originale | Titolo italiano | Prima TV Regno Unito | Prima TV Italia |
| -- | ---------------- | --------------- | -------------------- | --------------- |
| 1  | Episode 1.1      | Prima parte     | 6 dicembre 2012      | 1º maggio 2013  |
| 2  | Episode 1.2      | Seconda parte   | 13 dicembre 2012     | 8 maggio 2013   |
| 3  | Episode 1.3      | Terza parte     | 20 dicembre 2012     | 15 maggio 2013  |
| 4  | Episode 1.4      | Quarta parte    | 27 dicembre 2012     | 22 maggio 2013  |

## Prima parte
- Titolo originale: Episode 1
- Diretta da: Alex Hardcastle
- Scritta da: Mark Chappell, Shaun Pye e Alan Condor

### Trama
Vladimir Bomgard è un affermato medico russo. Un giorno un ispettore di polizia, insieme ad alcuni poliziotti, fa irruzione nel suo ufficio per cercare prove del fatto che Vladimir abbia commesso un reato: scrivere false prescrizioni. L'ispettore trova così diversi libri di appunti che Vladimir aveva scritto quando era giovane, quando si era appena laureato in medicina a Mosca e aveva cominciato a lavorare come medico in un ambulatorio di periferia. In questo ambulatorio, oltre a Vladimir, sono presenti altri 3 infermieri: Pelageja, Anna e il paramedico Dem'jan Lučik. Tutti e tre hanno dei pregiudizi verso il novello dottore, dato che hanno per anni lavorato per Leopol'd Leopol'dovič, un esperto medico. Vladimir cerca quindi di ambientarsi in questo nuovo mondo, dove nessuno si fida di lui e le sue competenze sono messe alla prova ogni giorno.

## Seconda parte
- Titolo originale: Episode 1.2
- Diretto da: Alex Hardcastle
- Scritto da: Mark Chappell, Alan Connor, Shaun Pye e Michail Bulgakov

### Trama
Tra i contadini dell'area si sviluppa un'epidemia di sifilide e la vocazione di Vladimir deve scontrarsi con l'ignoranza e l'ostilità della gente locale. Un'operazione brutale lascerà il dottore nello sconforto.

## Terza parte
- Titolo originale: Episode 1.3
- Diretto da: Alex Hardcastle
- Scritto da: Mark Chappell, Alan Connor, Shaun Pye e Michail Bulgakov

### Trama
Nonostante il successo nella sala operatoria, la spirale di noia e solitudine, assieme all'isolamento invernale dello studio medico, fanno breccia in Vladimir che, con la scusa di dolori addominali, viene tentato dalla morfina e dai suoi effetti stupefacenti.

## Quarta parte
- Titolo originale: Episode 1.4
- Diretto da: Alex Hardcastle
- Scritto da: Mark Chappell, Alan Connor, Shaun Pye e Michail Bulgakov

### Trama
Deciso a combattere la sua dipendenza, Vladimir si trova stretto fra gli effetti dell'astinenza, le pressioni del lavoro e le umiliazioni davanti ai suoi colleghi, circostanze che rendono precario il suo equilibrio psicologico. La tentazione della morfina si fa sempre più forte.